# Ильинская церковь (Суботов)
Ильи́нская це́рковь (укр. Іллінська церква) — церковь в селе Суботов Черкасского района Черкасской области построена в 1653 году (по другим данным — в 1656 году) по приказу гетмана Богдана Хмельницкого, как родовая церковь-усыпальница.

## История

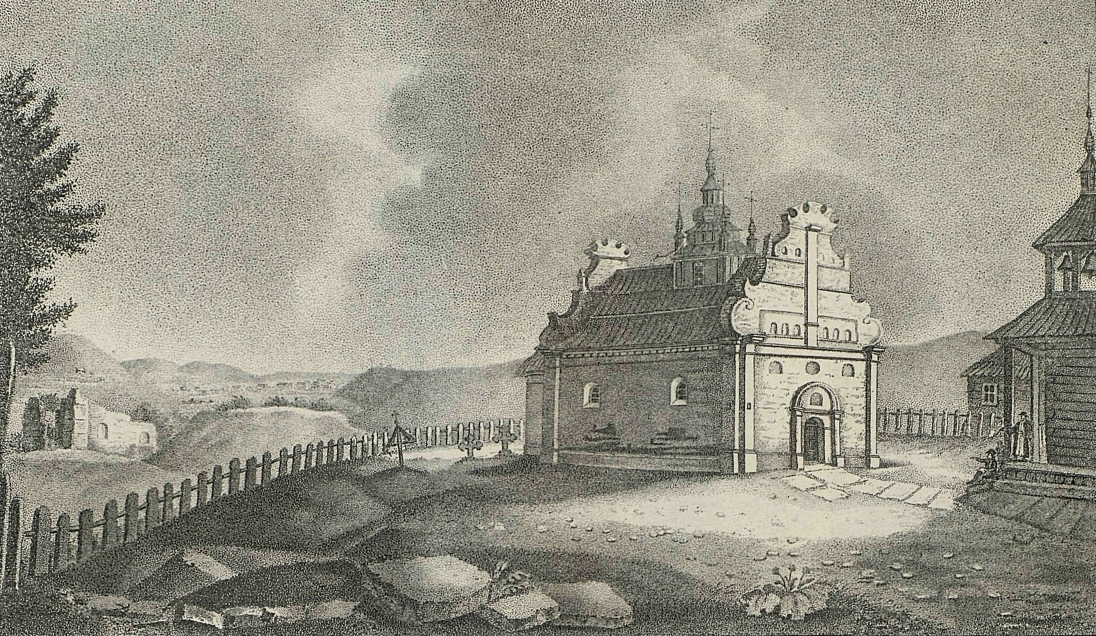
Вид Ильинской церкви в Суботове и развалины дома Богдана Хмельницкого. (1825, гравюра А. Осипова)

Хмельницкий в результате восстания, получил контроль над многими украинскими землями и начал строить дома и церкви в Суботове. Хутор преобразился в богатое и многолюдное место. Хмельницкий построил в Суботове большой дом, обнесённый двойным валом, и две церкви: Михайловскую и Ильинскую.
Развалины этого дома Хмельницкого, около Ильинской церкви, просуществовали до второй половины XIX столетия, когда были разобраны на фундаменты Медведовского монастыря под Чигирином. Хмельницкий часто бывал в Суботове и, после женитьбы сына Тимоша на дочери молдавского господаря Лупула, предоставил суботовский дом новобрачным. В этом доме некоторое время гостил Василий Лупул, а после смерти Тимоша в суботовском дворе жила его вдова Розанда. В 1653 году антиохийский патриарх Макарий, посетивший Чигирин, на обратном пути остановился в Субботове. Это посещение Павел Алеппский описывает следующими словами:

2 августа… мы прибыли в селение, по имени Субботов, где обыкновенно жил покойный Тимофей, сын гетмана. Жители вышли нам навстречу крестным ходом и повели нас в большую новую церковь во имя св. Михаила. В ней собраны сокровища армянских церквей, которые были разграблены и разрушены покойным Тимофеем в Сучаве… В этой церкви гробница Тимофея. Жена его, дочь Василия, господаря Молдавии, несколько раз посетила нашего владыку патриарха… В воскресение утром после утрени, мы совершили в её присутствии поминовение по её супруге, над гробницею которого, по их обычаю, висит большая хоругвь, на которой написан весьма схожий портрет героя верхом на коне, с мечем в правой руке и с булавою в левой и с изображением на переднем плане Молдавии, как страны, которую он пошел завоевывать. Его бедная жена… живёт во дворце своего супруга, кругом которого он выстроил укрепление с окопами, а теперь гетман, его отец, чтобы увеличить пышность дворца, строит насупротив него, на возвышенности, каменную церковь св. Илии пророка. Мы заметили в её строении несколько громадных камней, величина которых возбудила в нас изумление. На вопросы наши нам сообщили, что камни эти привезены из города, принадлежавшего татарам, в пяти милях отсюда, где татары имели большую мечеть. Гетман разрушил её и увез камни для сооружения из них этой церкви.— Павел Алеппский. Путешествие Макария, перев. Муркоса. Вып. IV, стр. 193—194

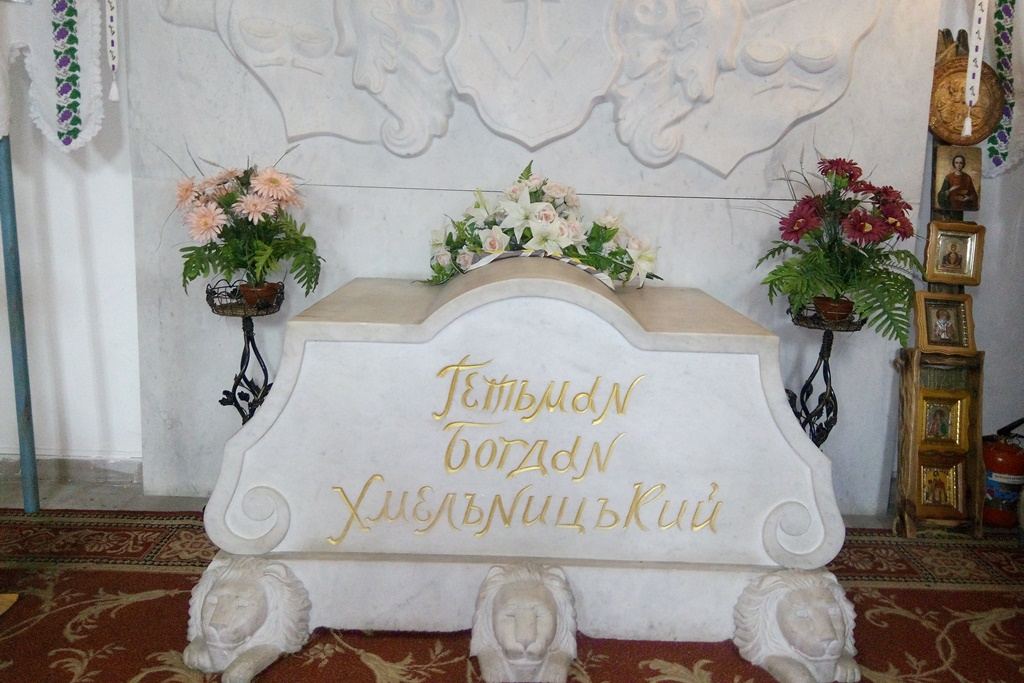
Место захоронения Богдана Хмельницкого в Ильинской церкви

В 1657 году в Суботове был погребён Богдан Хмельницкий, однако гробница его не уцелела. В 1664 году польский военачальник Стефан Чарнецкий сжёг и ограбил Суботов, разрушил гробницы Богдана и Тимоша Хмельницких, а их тела приказал выбросить на рынок.

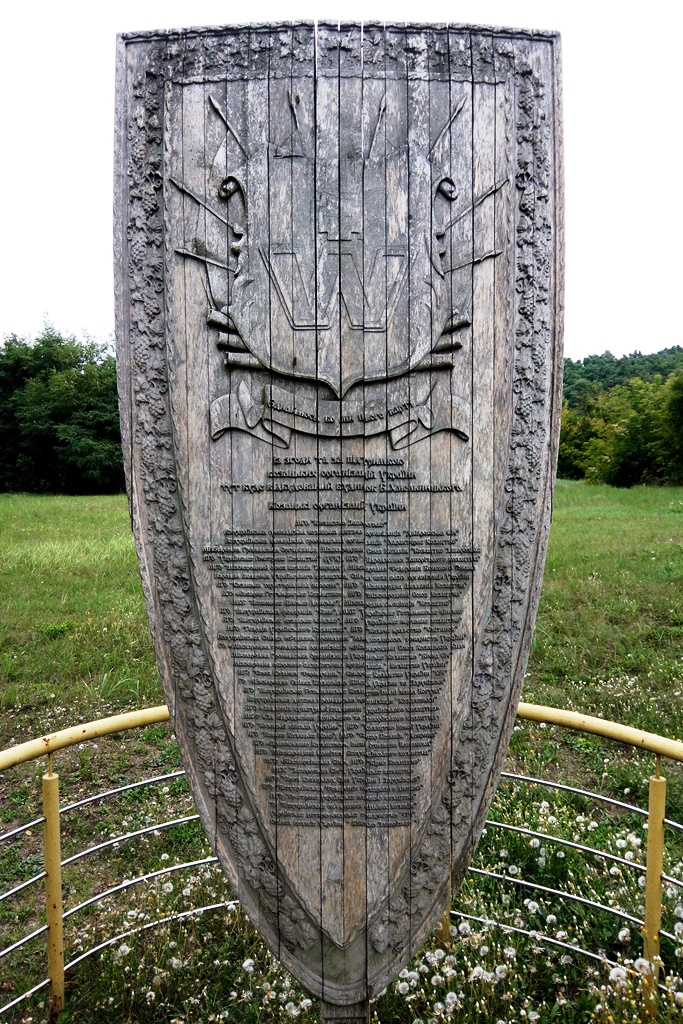
Деревянный щит о начале реконструкции дома Хмельницкого

В XVIII веке Ильинская церковь (по описанию сделанному в 1741 году) плохо поддерживалась и была очень бедна, хотя к ней причислялся отдельный приход; в 1820 году этот приход был присоединён к Михайловской церкви, а Ильинская церковь считалась кладбищенской. С 1990 года Ильинская церковь снова составляет самостоятельный приход.
Когда в 1657 году умер Богдан Хмельницкий, его похоронили в Ильинской церкви справа от алтаря. Археологические исследования 1970-х показали, что ни гроба, ни тела Хмельницкого на этом месте нет, а грунт был неоднократно перекопан.
В 1869 году рядом с церковью была построена колокольня и галерея, которая соединяла её с церковью.
С приходом советской власти в церкви расположили клуб, позднее использовали её как склад.
После Великой Отечественной войны в церкви открыли музей Богдана Хмельницкого. В 1954 году по проекту архитектора И. Шмульсона в церкви был установлен символическое гранитное надгробие Богдана Хмельницкого.
В 1978 году архитектором С. Килессо была завершена реставрация, во время которой была разобрана галерея между церковью и колокольней, церковь восстановлена в первоначальном виде.
В 1990 году церковь была возвращена религиозной общине. В 1990-е иконостас был восстановлен на основе фотографий 1888 года (проект С. Килессо, резьба по дереву под руководством И. Физера).
В 1995 году черепицу на крыше заменили на красную листовую медь.
Изображение церкви присутствует на обратной стороне 5-гривневой купюры.

## Описание церкви
Из двух старых церквей Суботова Михайловской и Ильинской в настоящее время уцелела только Ильинская. Эта каменная церковь стоит на горе, господствуя над селом. Ранее рядом с церковью располагалось древнее кладбище, заросшее травой и кустарниками. На этом кладбище стояли старинные надгробные памятники — низкие массивные кресты, сделанные из известняка, разнообразной формы с полуистёртыми надписями.

## Устройство здания

### Внешняя часть

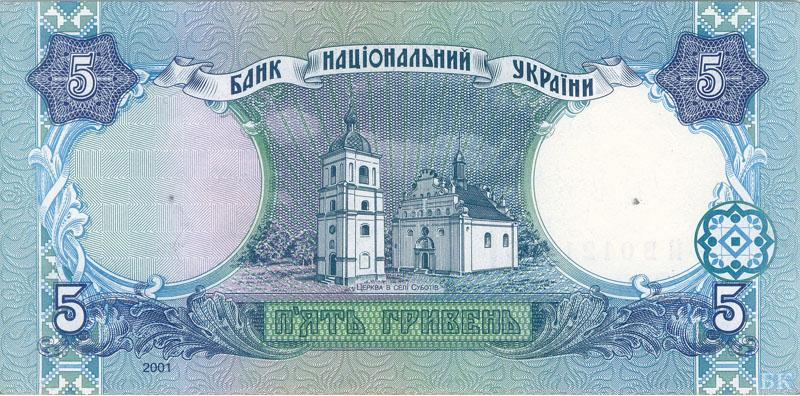
Изображение церкви на банкноте 2001 года

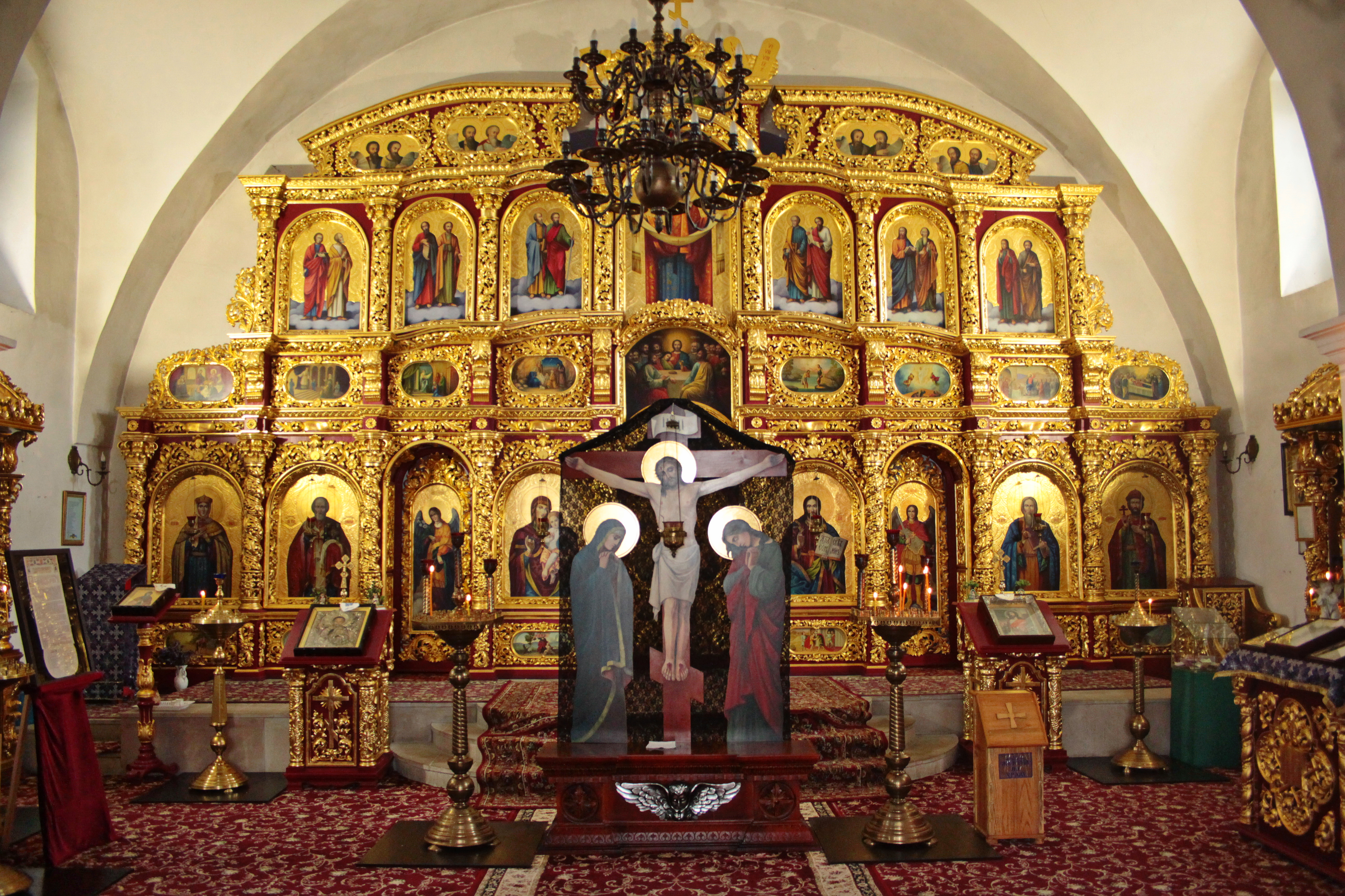
Иконостас Ильинской церкви

Тип Ильинской церкви очевидно взят с западных образцов, например, каменных костёлов. Церковь имеет обыкновенный характер тогдашних католических церковных построек, то есть имеет условную форму базилики или продолговатого четырёхугольника, алтарь помещается в полукруге или апсиде, имеющей внутри и снаружи шесть граней.
Церковь покрыта коробовым сводом и имеет двускатную крышу с фронтонами. Внутри церкви к северной и южной стенам, между окнами, приставлены два столба; на них перекинута арка, поддерживающая и укрепляющая свод. Широкая арка также ведёт из церкви в алтарную апсиду. Эти поперечные арки так же, как и коробовые своды — круглые. С севера и юга церковь имеет по два окна; в алтаре — четыре небольших круглых окна. Над дверью западной стены имеется также круглое окно, освещающее хоры; последние поддерживаются двумя столбами и выходят в храм тремя арками.
Перед входной дверью — длинная, узкая и низкая пристройка (паперть), соединяющая церковь с колокольней; эта пристройка, равно как и сама колокольня, выстроены в 60-х годах XIX века священником Орловским, ремонтировавшим разрушавшееся здание.
Наружный вид храма представляет интерес своими двумя высокими фронтонами, западным и восточным, отделка которых (с уступами в виде буквы S) напоминает как некоторые католические храмы юго-западной Украины (например, костёл в Летичеве или корпус конвикта монастыря иезуитов в Виннице). Внешний вид Ильинской церкви также похож на фасады домов и других зданий эпохи Возрождения и XVII века во Франции, Германии и Бельгии.
Алтарь на фасаде выражен тем, что он у́же главной части здания и имеет полукруглую или, лучше сказать, многогранную крышу. Башенку на крыше в 60-х годах XIX века переместили и разместили над алтарём. Потом башенку вернули на середину церкви, так, как изображено на рисунке Т. Шевченко.

### Колокольня
В 1869 году рядом с церковью были построены колокольня и галерея, которая соединяла её с церковью.

## Т. Г. Шевченко и Ильинская церковь

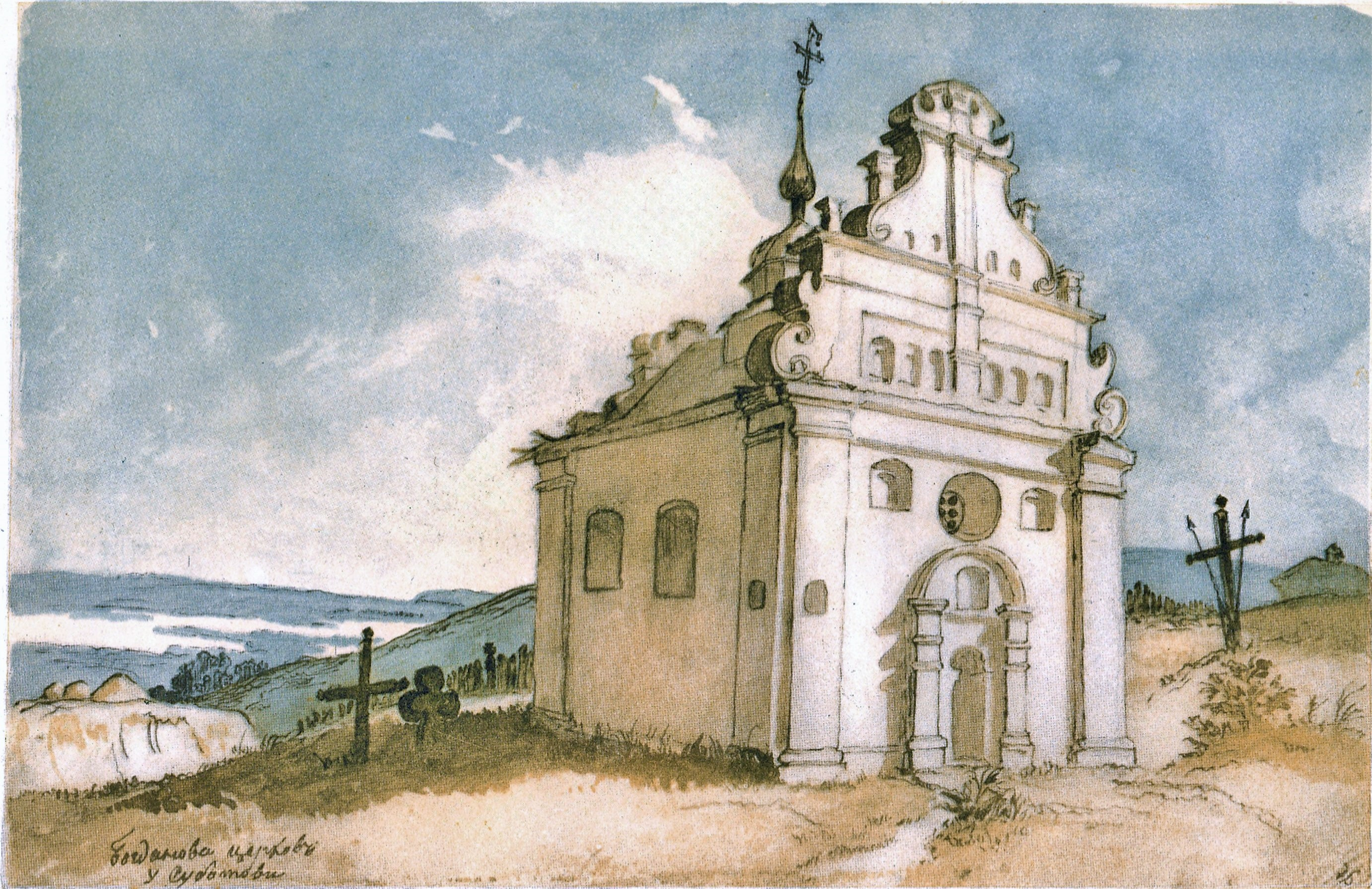
Т. Г. Шевченко, рисунок, 1845 год

В июле 1845 года Тарас Шевченко во время путешествия по Украине побывал и в Суботове. Шевченко выполнил несколько рисунков, в том числе нарисовал и Ильинскую церковь. Рисунок Богданова церковь в Суботове вошёл в его альбом 1845 года.
Позднее в 1845 году, находясь на Полтавщине, поэт написал стихотворение «Стоїть в селі Суботові»:
| Стоит в селе Суботове На горе высокой Гроб Украины, Широкий, глубокий. Это церковь Богданова. Там-то он молился, Чтоб москаль добром и лихом С казаком делился… | Стоїть в селі Суботові На горі високій Домовина України, Широка, глибока. Ото церков Богданова. Там-то він молився, Щоб москаль добром і лихом З козаком ділився… |